# Blis-et-Born
Blis-et-Born (okzitanisch: En Bòrn) ist eine Ortschaft und eine Commune déléguée in der französischen Gemeinde Bassillac et Auberoche mit 462 Einwohnern (Stand: 1. Januar 2022) im Département Dordogne in der Region Nouvelle-Aquitaine. Die Einwohner werden Blis-et-Bornois genannt.
Blis-et-Born wurde mit Wirkung vom 1. Januar 2017 mit fünf weiteren Gemeinden zur Commune nouvelle Bassillac et Auberoche zusammengelegt. Die Gemeinde Blis-et-Born gehörte zum Arrondissement Périgueux und zum Kanton Haut-Périgord Noir.

## Geographie
Blis-et-Born liegt in der Landschaft Périgord, etwa 14 Kilometer östlich von Périgueux. 

## Bevölkerungsentwicklung
| Jahr                      | 1962 | 1968 | 1975 | 1982 | 1990 | 1999 | 2006 | 2013 |
| Einwohner                 | 318  | 251  | 235  | 273  | 305  | 332  | 392  | 457  |
| Quelle: Cassini und INSEE |      |      |      |      |      |      |      |      |

## Sehenswürdigkeiten
- Kirche Sainte-Catherine
- Rathaus (früheres Pfarrhaus)
- Schlossruine Richardie mit Portal aus dem 16. Jahrhundert und Kapelle aus dem 17. Jahrhundert

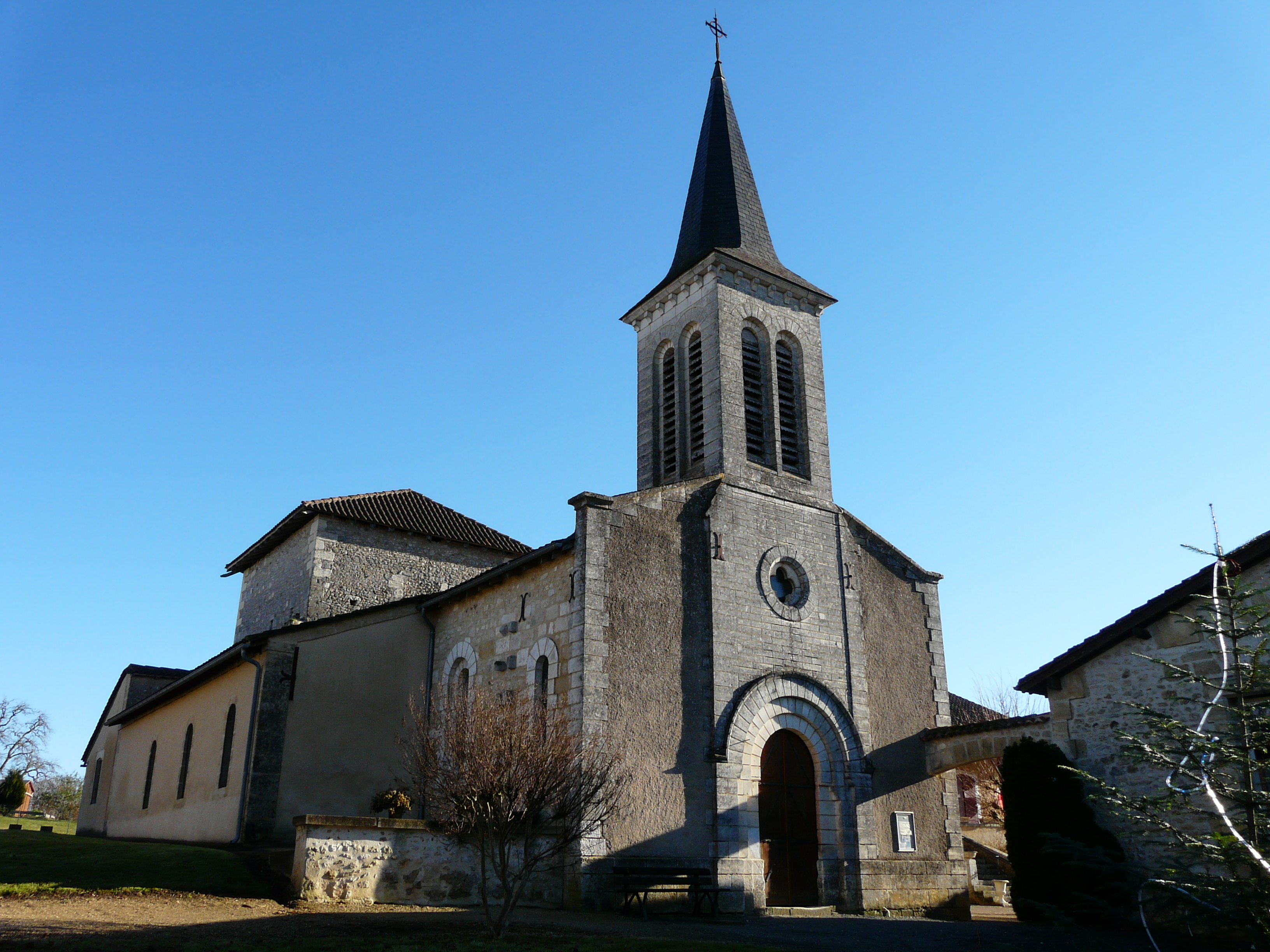
Kirche Sainte-Catherine

- Haus Soulacroix